# Pseudocraspedosoma nemorense
Pseudocraspedosoma nemorense är en mångfotingart som beskrevs av Filippo Silvestri 1898. Pseudocraspedosoma nemorense ingår i släktet Pseudocraspedosoma och familjen Neoatractosomatidae. Inga underarter finns listade i Catalogue of Life.